# Walid Al-Shamsan
Walid bin Khalid bin Abdulaziz Al-Shamsan (arabisch الوليد بن خالد بن عبد العزيز الشمسان, DMG al-Walīd b. Ḫālid b. ʿAbd al-ʿAzīz aš-Šamsān, * 1980 in Riad, Saudi-Arabien) ist einer von zehn Imamen in der al-Harām-Moschee in Mekka.

## Leben und Wirken
Walid Al-Shamsan absolvierte sein Studium an der Islamischen Universität Imam Muhammad ibn Saud. 2017 promovierte er an der Islamischen Universität Medina über das Werk „Al-Hawashi Al-Mufida fi Sharh Al-Qasida“ von Ibn Al-Daqouqi.
Nach dem Studium begann Al-Shamsan seine akademische Laufbahn als Professor an der Fakultät für Islamisches Recht an der Imam Muhammad ibn Saud Universität. Dort betreute er zahlreiche wissenschaftliche Forschungsarbeiten und nahm aktiv an nationalen sowie internationalen Konferenzen zu islamischen Rechtsfragen teil.
Neben seiner Lehrtätigkeit engagierte er sich als Prediger und Redner in saudischen Moscheen. 2024 leitete Al-Shamsan im Monat Ramadan zusammen mit Badr Bin Mohammad Al-Turki erstmals die Tarāwīh- und Tahaddschud-Gebete in der Al-Harām-Moschee. Im Oktober 2024 wurde er wie auch Badr Bin Mohammad Al-Turki durch den königlichen Erlass zum Imam der Al-Harām-Moschee in Mekka ernannt, was ihn zu einer der wichtigsten religiösen Persönlichkeiten des Landes machte. Zuvor war er Imam und Khatib (Prediger) der ersten Moschee des Islam überhaupt, der Qubāʾ-Moschee in Medina.